# Action game maker
《Action game maker》是日本Enterbrain公司开发的一款动作游戏的制作工具，原本预定于2008年12月12日发售，后来延至2009年3月5日发售。

## 特色

### 画面
- 分辨率可以自主选择，分别有

| 4：3  | 320×240  | 640×480   | 800×600 | 1024×768 |
| 16：9 | 1280×720 | 1920×1080 |         |          |
| 其他  | 240×240  | 256×192   | 256×384 | 480×272  |

以及上述分辨率纵横方向交换后的，总共19种可选分辨率
- 加入“镜头”控制功能

### 素材
- 可导入BMP与PNG的图片素材，且素材的大小无限制。
- 可导入WAV与AIF的音频格式，另外一些特殊的音频格式也允许导入。但意外地不支持以往系列中的MIDI格式。

### 导输出
- 可输出为
  1. WINDOWS可读格式（EXE格式）
  2. XNA源文件（用于XBOX360）
  3. SWF文件（FLASH格式）

另外，1.02版本前的SWF输出格式会出现各种各样系统问题，这些问题大部分均在1.02版本中得到解决。

### 系统
- 拥有独立的子弹制作方法，使射击类游戏制作更容易。
- 允许一个游戏中存在多个游戏类型的模板，比如可以同时使用“横版过关”模板和“射击游戏”模板，让游戏类型更加地拓展。
- 可以使用自制字库。